# Kokei
Kōkei (康慶) fou un escultor japonés actiu a la fi del segle XII. Se l'identifica com el fundador de l'Escola Kei (Kei ha) de Nara, l'estil de la qual fou preponderant a Japó al segle XIII. Encarna la transició entre l'estil clàssic del Període Heian establert per Jōchō i les noves tendències realistes del Període de Kamakura. Fou un exemple dels futurs mestres de l'escultura japonesa Unkei, Kaikei i Jōkei.

## Biografia

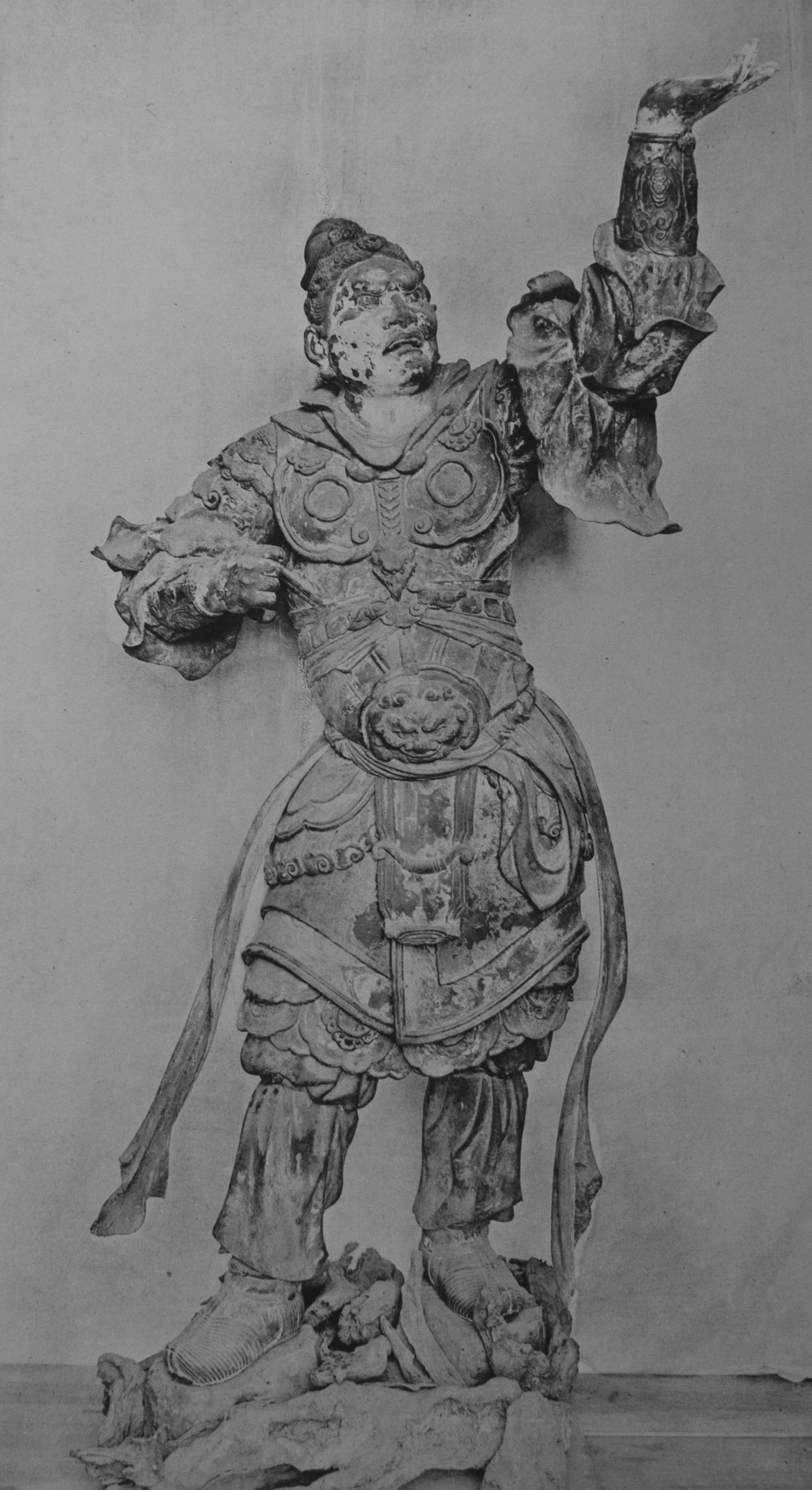
Tamonten, un dels reis guardians. Fusta pintada, 1189 (Nanendō, Kōfuku-ji)

Kōkei pertanyia al llinatge dels busshi (artistes budistes) de Nara, una branca poc coneguda del llinatge dels escultors de Kyoto, inclòs el mestre Jōchō, que tingué una forta influència en l'escultura del Període Heian. Mōri Hisashi concreta que els seus orígens no es coneixen pas clarament, i n'hi ha diferents hipòtesis. De tota manera, Kōkei degué ser un aprenent de Kojo o Kocho de Nara. Va prendre el relleu de Seicho en la direcció del busshi de Nara i va establir l'escola d'escultura Kei. Fou honorat amb el títol de hōkyō el 1183, i després amb el de hōgen (el segon rang més alt en la jerarquia dels artistes budistes) el 1194.
No s'ha conservat pas cap de les primeres obres de Kōkei. El document més antic que esmenta una de les seues escultures (Kichijōten) data del 1151. El seu nom també s'esmenta al Dainichi nyorai esculpit pel seu fill Unkei el 1176, i això indica que supervisava el treball del seu aprenent. El 1177, rep l'encàrrec de fer l'estàtua per a la pagoda de cinc esglaons de Sanjusangen-do de Kyoto.
Després de la destrucció dels grans temples de Nara pel clan Taira el 1180 durant les guerres Genpei, va participar en els treballs de restauració de Kōfuku-ji i Tōdai-ji amb els seus aprenents, incloent-hi Kaikei i els seus dos fills Unkei i Jōkaku.  Algunes obres seues romanen al Nanendō (Sala Octagonal Sud) de Kōfuku-ji, del qual estava a càrrec: els quatre reis guardians (Shi Tennō), els sis patriarques de l'escola Hossō i un Avalokiteshvara (en laca daurada sobre fusta), la deïtat principal de la sala que va esculpir el 1188 per a substituir-ne l'antiga del 746. A Tōdai-ji, el 1197, feu un dels reis guardians de l'edifici principal (el Daibutsu-den), i unes màscares de gigaku, una dansa tradicional. Degué morir poc després.
Entre les fonts historiogràfiques, el diari de Fujiwara no Kanezane, que esdevingué cap del clan Fujiwara el 1186 i que va supervisar els treballs de reconstrucció des de lluny, dona molta informació sobre el talent i la personalitat de Kōkei. El descriu com un artista molt valuós i una persona assenyada i decidida, que no dubtava a qüestionar les decisions de Kanezane.

## Estil

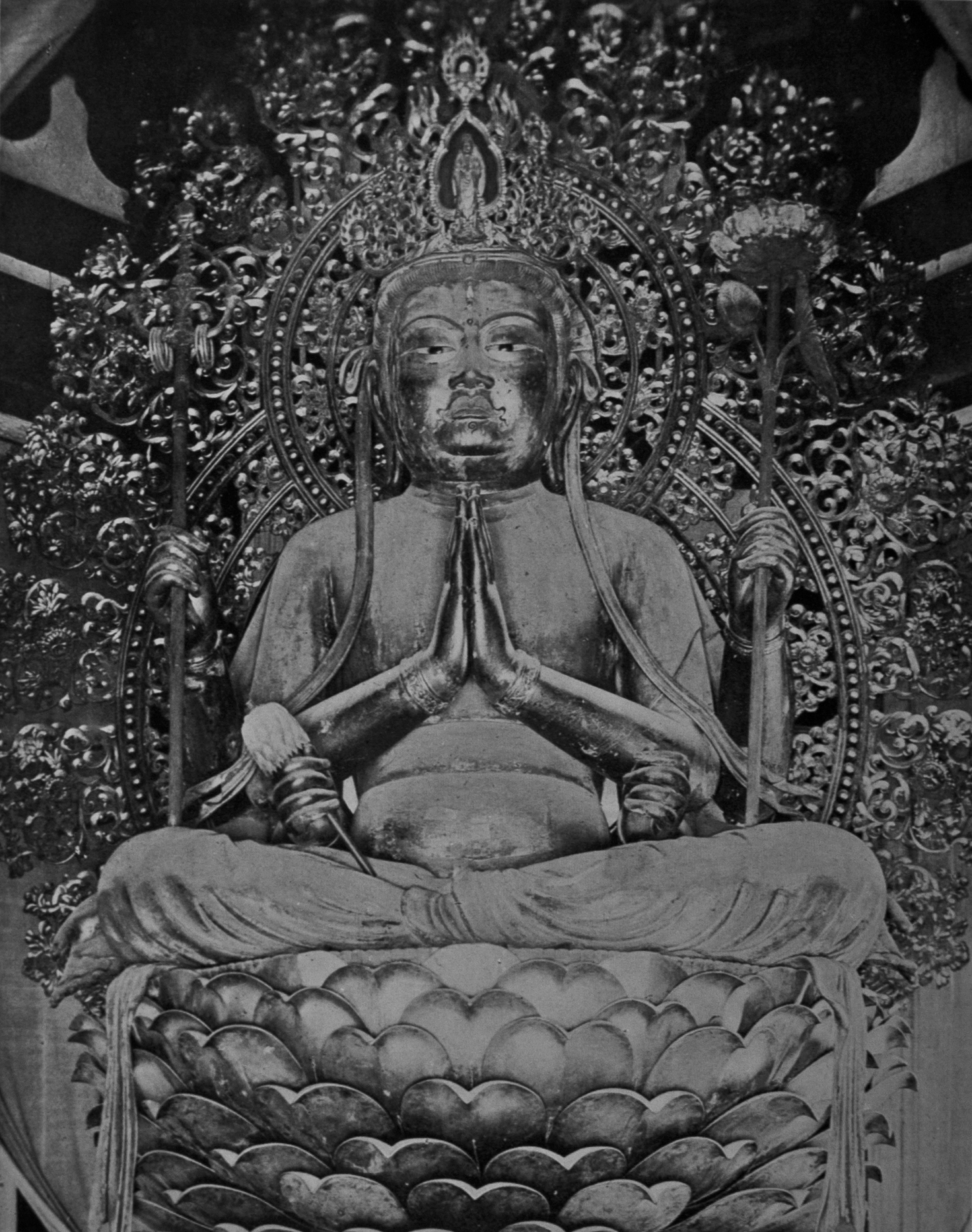
Fukukenjaku Kannon. Laca i daurat sobre fusta, 1189 (Nanendō, Kōfuku-ji)

Les escultures de Kōkei encara s'inspiren en gran manera en els cànons de Heian establerts per Jōchō, com ho demostren les proporcions del Fukūkenjaku Kannon del Nanendō: la composició triangular de la figura asseguda, des de les cames planes molt espaiades que formen la base fins a la cara d'aspecte rectangular; la cortina també segueix les línies dels models clàssics.
Tanmateix, l'estil de Kōkei reflecteix les primeres tendències realistes que caracteritzaren l'art de l'Escola Kei i el període de Kamakura en general. Utilitza cristalls per a realçar la versemblança dels ulls, mentre que els detalls de la cara, les cortines i els cabells estan tallats amb més profunditat i precisió. El resultat és un efecte naturalista que contrasta amb les produccions més estilitzades del Període Heian. Amb el seu desig de naturalisme i solemnitat, Kōkei reconnecta amb l'escultura antiga de l'era Tenpyō de Nara, en l'època en què la ciutat era la capital i el centre artístic estatal, però amb més moviment.
L'estil de Kōkei assenyala un període de transició cap a l'art realista i dinàmic de l'era guerrera, que es materialitzaria plenament en l'escultura pels seus alumnes Unkei i Kaikei.

## Principals obres conservades
- Sis patriarques de la secta Hossō (法相六祖坐像, Hossō rokuso zazō), 1188–1189, en fusta de xiprer japonés pintat, Nanendō de Kōfuku-ji (Tresor nacional)
- Quatre Reis Celestials (四天王立像, Shitennō ryūzō ), 1189, en fusta pintada, Nanendō de Kōfuku-ji (Tresor nacional)
- Fukūkenjaku Kannon (不空羂索観音立像, Fukū kensaku kannon ryūzō), 1189, laca sobre fusta daurada, Nanendō de Kōfuku-ji (Tresor nacional)
- Jizō assegut (地蔵菩薩坐像), Jūrin-ji, Shizuoka (Bé cultural)
- Zaō Gongen (蔵王権現), Sanbutsu-ji (Bé cultural)